# Михайлик, Юрий Николаевич
Ю́рий Никола́евич Миха́йлик (род. 19 ноября 1939, Ушумун, ныне Магдагачинский район Амурской области) — украинский русскоязычный прозаик и поэт, журналист.

## Биография
Вырос в Одессе. Окончил филологический факультет Одесского университета (1961), работал в местных газетах.
Стихи публиковались в журналах «Новый мир», «Юность», «Звезда», «Огонёк», «Радуга» (Киев), «Дерибасовская-Ришельевская», «Артикль» и других изданиях.
Автор двенадцати книг стихов и пяти книг прозы.
С 1964 по 1975 годы под руководством Михайлика работала общегородская литстудия при Дворце студентов (ответственный секретарь — Ким Каневский). Среди членов студии — А. Бейдерман, Б. Владимирский, И. Розов, Я. Топоровский, О. Скибина, А. Цветков, Л. Заславский, Г. Гордон; позднее — Б. Херсонский, Б. Вайн, В. Зеликовский, Т. Пахомова, М. Малеев, А. Гланц и другие.
В 1980-е годы вёл литературную студию «Круг», в которую входили неофициальные одесские поэты и прозаики: Бальмина, Рита Дмитриевна; Бодылев Валерий, Верникова, Белла Львовна; Вершинин, Лев Рэмович; Галушко Андрей, Гланц, Анатолий Франкович; Гойхман Сусанна и Феликс, Дризо Владимир, Ильницкая, Ольга Сергеевна; Kaминский Илья, Лукаш, Павел; Мартынова Татьяна; Межурицкий, Петр; Сон Анна, Стреминская (Божко) Анна,Томашевский Олег, Четвертков, Сергей; Юхимов Валерий,  Ярмолинец, Вадим, Саша Штрайхер,  и другие.
Составитель антологии неофициальной одесской поэзии «Вольный город» (Одесса, 1991) и сборника стихов одесских поэтов «Глаголы настоящего времени» (Киев, 2013).
Его дочь Елена (род. 22 апреля 1970) — поэтесса, филолог, переводчица, одна из ведущих исследователей прозы Варлама Шаламова.
С 1993 года вместе с семьёй переехал в Сидней.
Юрий Николаевич как и его дочь осудили полномасштабную агрессию РФ против Украины.

## Цитаты
Именно эта студия помогла многим одаренным людям в нашем городе в глухие 80-е годы обрести уверенность в своих силах, продолжать писать так, как ты считаешь нужным, пусть "в стол", но не чувствуя себя при этом человеком подполья со всеми его разрушительными комплексами. Из года в год собирались по пятницам непризнанные поэты и прозаики, кто-то уходил, приходили другие, читали друг другу только что написанные тексты, радовались удачам, без обиняков критиковали слабые вещи, говорили о литературе, о жизни. Суть происходившего здесь хорошо передает цитата из статьи немецкого философа Гадамера "Философия и литература":
"В действительности критика сводится не столько к различению хорошего и плохого в произведении искусства, сколько к тому, чтобы отличить удавшееся произведение от неудавшегося, и уж тем более от заведомой халтуры".

Замечательным итогом этого десятилетия, невозможным ранее, но и не очень доступным сегодня, стало издание в "Маяке" сборника стихов авторов "Круга". Сборник называется "Вольный город" и свидетельствует о том, что художественный феномен Одессы — не только красивая легенда, но и реальная действительность". Белла Верникова о феномене одесской неподцензурной литературы 1970—1980-х годов в журнале "Другие берега" (Италия, август 2007)